# مطبوعات معتبر
مطبوعات معتبر (به انگلیسی: Quality press) یا کیفیات (the qualities) روزنامه‌های بریتانیایی در تیراژ ملی هستند که به دلیل اهمیتشان، از روزنامه‌های دیگر متمایز می‌شوند. این روزنامه‌ها پیشتر «قطع بزرگ» نامیده می‌شدند، تا اینکه به قالب نیم‌قطع چاپ شدند. تایمز و ایندیپندنت از سال ۲۰۰۴ در قالب نیم‌قطع چاپ می‌شوند. گاردین تا سال ۲۰۰۵ در قالب برلینی چاپ می‌شد، اما از ژانویهٔ ۲۰۱۸ در قالب نیم‌قطع چاپ می‌شود.
ارقام تیراژ مطبوعات معتبر به تازگی کاهش یافته است و در دسامبر ۲۰۰۹ گزارش شد که خوانندگان گاردین، ایندیپندنت، تایمز و فایننشال تایمز در ۱۲ ماه گذشته کاهش پیدا کرده است.

## فهرست
| عنوان          | تناوب  | قالب       | تأسیس | مالک                              | جهت‌گیری    |
| -------------- | ------ | ---------- | ----- | --------------------------------- | ---------- |
| تایمز          | روزانه | فشرده      | ۱۷۸۵  | نوز                               | راست میانه |
| ساندی تایمز    | یکشنبه | قطع گسترده | ۱۸۲۲  | نوز                               | راست میانه |
| گاردین         | روزانه | فشرده      | ۱۸۲۱  | اسکات تراست لیمیتد                | چپ میانه   |
| آبزرور         | یکشنبه | فشرده      | ۱۷۹۱  | اسکات تراست لیمیتد                | چپ میانه   |
| فایننشال تایمز | روزانه | قطع گسترده | ۱۸۸۸  | شرکت نیکی                         | میانه‌گرا   |
| دیلی تلگراف    | روزانه | قطع گسترده | ۱۸۵۵  | هلدینگ‌های مطبوعاتی برادران بارکلی | راست       |
| ساندی تلگراف   | یکشنبه | قطع گسترده | ۱۹۶۱  | هلدینگ‌های مطبوعاتی برادران بارکلی | راست       |
| آی             | روزانه | فشرده      | ۲۰۱۰  | دی‌ام‌جی‌تی                          | میانه‌گرا   |